# Charles Créteur
Pour les articles homonymes, voir Créteur.
Charles Créteur est un footballeur français né le 22 juin 1924 à Valenciennes et mort le 22 avril 1994 à Saint-Priest-en-Jarez. Il évolue au poste de gardien de but du début des années 1940 au début des années 1950.
Après des débuts au RC Lens, il joue au SR Colmar avant de terminer sa carrière professionnelle à l'AS Saint-Étienne.

## Biographie
Charles Créteur commence sa carrière au RC Lens en 1942. En D1 Nord, il joue 17 matchs.
En 1943, le RC Lens est dissous par le gouvernement de Vichy au sein de l'équipe fédérale Lens-Artois. Dans le nouveau championnat fédéral et amateur, Créteur joue 28 rencontres.
En 1944, la mort brutale de sa femme l'affecte fortement. Il se retire du monde sportif pendant deux ans. En 1946, en raison de l'indisponibilité des deux autres gardiens lensois, il retrouve le terrain le premier septembre, pour un match opposant son équipe au FC Rouen. Il joue encore 6 matchs au RC Lens, avant de signer aux SR Colmar en janvier 1947.
Aux SR Colmar, Créteur voit la montée en Division 1 sans jouer de match de D2. Pour la saison 1948-1949, il joue deux matchs en Division 1.
Après la disparition de l'équipe professionnelle colmarienne, Créteur signe en 1950 à l'AS Saint-Étienne comme second gardien derrière Michel Jacquin, il ne joue qu'une saison dans ce club puis met un terme à sa carrière professionnelle.